# 넵테캄스크 자동차 공장
넵테캄스크 자동차 공장(NEFAZ, 러시아어: Нефтекамский автозавод)은 바시키르 공화국의 넵테캄스크에 위치한 카마스 산하의 버스와 기계류 제조 회사이다.